# 盛关颐
盛關頤（1894年10月9日—1965年5月17日），江蘇省常州府武進縣人，盛宣懷五女，人稱「盛五小姐」，1908年與林本源家族成員林熊徵結婚，私立薇閣小學前身「薇閣育幼院」創辦人。

## 生平

### 家世
盛關頤為盛宣懷第五女，母親劉氏為盛宣懷妾室，盛為庶出，幼年受新式教育，及早學習英語，宋靄齡為其家教，自幼即與宋靄齡、宋美齡姐妹關係良好。

### 婚姻
1908年嫁林熊徵，而林熊徵也投資盛宣懷主持的漢冶萍公司。盛關頤進入林家後，林家的人稱她為「大少奶」。後盛關頤因與林熊徵在生活習慣上多有差異而往返於臺灣、上海兩地。盛婚後在上海的秘書是連戰的姑丈林伯奏，林伯奏因此當過戰後第一任華南銀行總經理。盛曾陪同林熊徵出席臺灣總督府的閱兵儀式。林、盛二人之間未有誕下子女，盛認領弟之女林昭宜為養女。1942年，林熊徵赴日本娶日籍妻子高賀千智子（漢名林智惠）誕下林明成。盛關頤與林熊徵分別後曾赴美國居住。

### 晚年
1946年，林熊徵病逝，林氏親族開始質疑林明成母子來路不正而對薄公堂，直至正室夫人盛關頤、秘書許丙出面力證林明成是丈夫林熊徵的親生子。1950年8月，以林熊徵遺產並紀念先夫的名義成立「薇閣育幼院」收留流亡、貧苦兒童與病童，育幼院由盛關頤和陳德曾兩人慘澹經營。1954年臺北靈糧堂成立，宋靄齡委託盛關頤為執事，代轉建堂奉獻建成二層樓的會堂，並於1957年11月24日舉行獻堂禮拜。1965年盛關頤去世後，由陳德曾繼任薇閣育幼院院長；該院至1974年3月2日正式停辦，改制為臺北市私立薇閣小學校。